# Râul Olteț, Olt
Râul Olteț este un curs de apă, afluent de dreapta al râului Olt.

## Hărți
- Harta Munții Căpățânei Hărți — Mielu Arhivat în 15 iunie 2011, la Wayback Machine.

## Imagini

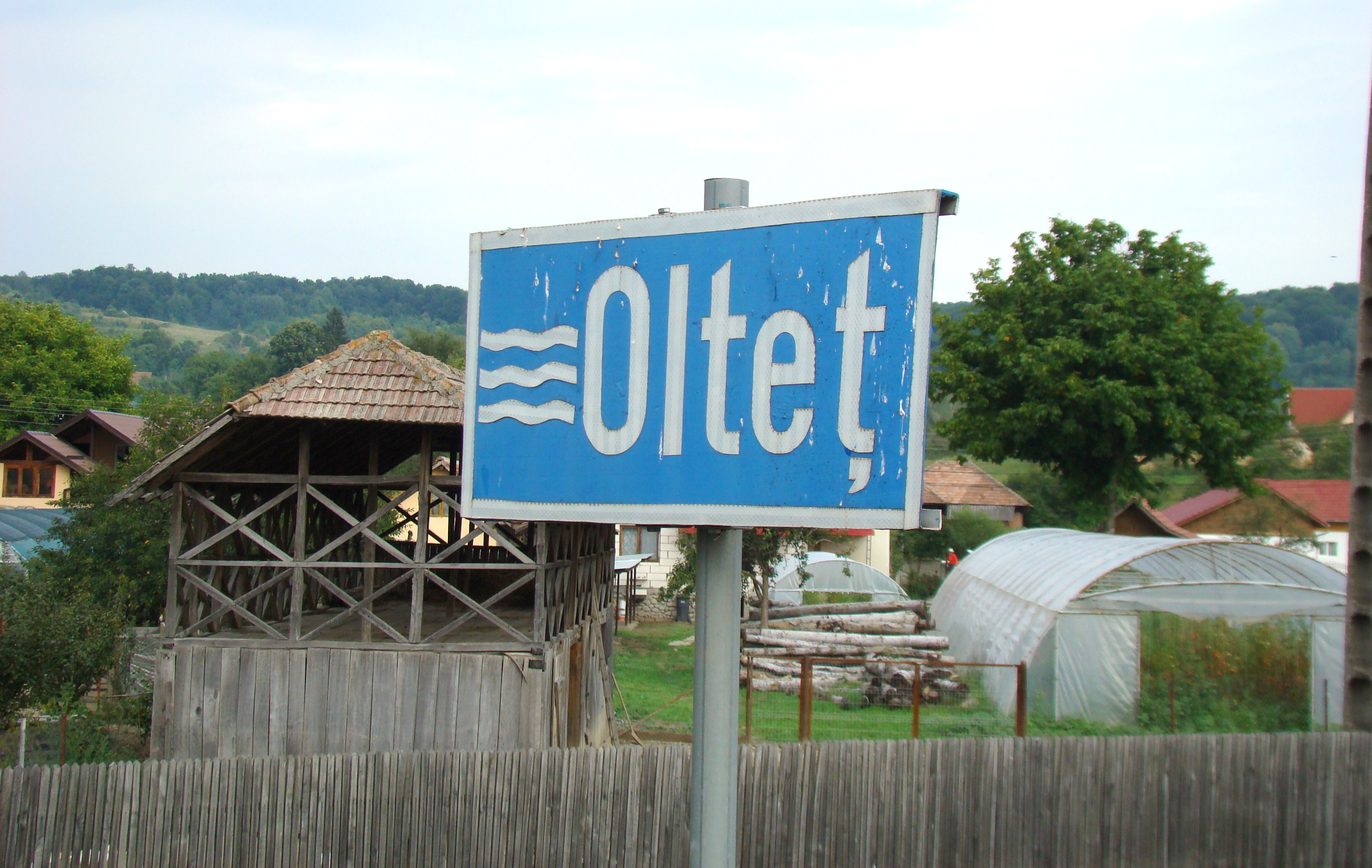
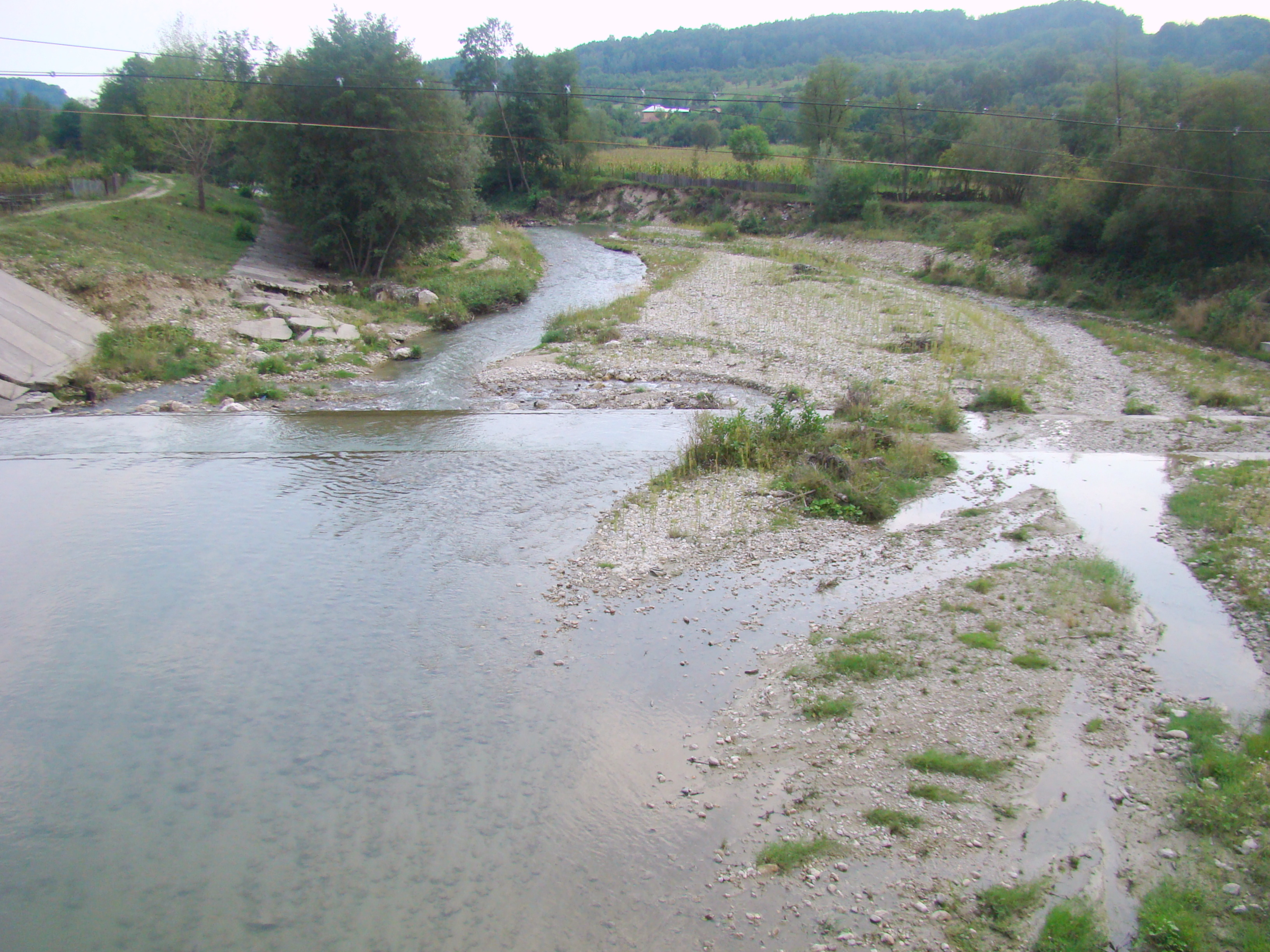
Râul Olteţ în localitatea Alimpeşti, judeţul Gorj